# Carex subpaleacea
Carex subpaleacea är en halvgräsart som beskrevs av J.Cay. Carex subpaleacea ingår i släktet starrar, och familjen halvgräs. Inga underarter finns listade i Catalogue of Life.